# Commodore PC-1
Der Commodore PC-1 war als günstiger Einsteiger-PC für den Heimgebrauch, aber auch als Terminal für größere Rechner der mittleren Datentechnik gedacht und wurde von Februar 1987 bis Ende des Jahres 1988 produziert. 

## Geschichte
Der Commodore PC-1 war ein Modell in einer Reihe von MS-DOS-kompatiblen Computern von Commodore International, mit deren Bau das damalige Endfertigungswerk der deutschen Commodore Büromaschinen GmbH in Braunschweig beauftragt war. In seiner ultrakompakten Form war er auch als Konkurrenz für den PC-I von Atari gedacht. Der Einführungspreis lag damals bei ca. 900 DM. Der Preis wurde sehr schnell reduziert bis auf unter 700 DM (in Aktionen über Kaufhäuser und spezialisierte Computer-Handelsketten). Nach weniger als zwei Jahren wurde die Produktion des Commodore PC-1 eingestellt und sich auf den Commodore PC-10 und seine Nachfolgermodelle konzentriert.

## Technische Daten bei Auslieferung
- Hauptspeicher: 512 KB, erweiterbar auf 640 KB
- Prozessor: Intel 8088 bei 4,77 MHz
- Grafik: AGA-Grafik (Advanced Graphics Architecture, nicht zu verwechseln mit den gleichnamigen Amiga-Custom-Chips)
- Grafik-Modi: CGA- und Hercules
- Schnittstellen: Seriell: RS-232 u. a. für eine Maus; Parallel: Centronics (IEEE 1284)
- Anschlüsse: Tastatur, Monitor, Cinch Video Out, Expansionsport
- Software: MS-DOS 3.21 inkl. GW-Basic
- Maus: Nicht im Lieferumfang, Mäuse über serielle Schnittstelle anschließbar
- Monitor: Nicht im Lieferumfang, über Standard-Anschluss anschließbar (farbig oder monochrom)

### Erweiterungsmöglichkeiten
- Externe Diskettenlaufwerke: A1010/1011 (720 KB, 3,5") sowie A1020 (360 KB, 5 1/4") aus der Amiga-Serie über Expansionsport
- Festplatten: Über externes Gehäuse inkl. Kabelverbindung, da das Gehäuse keinen Platz für einen weiteren Laufwerkseinschub bot
- Erweiterungsbox: Zwei ISA-Steckplätze über eine Riser-Karte. Intern lagen die Anschlüsse also vor, diese Box gelangte aber nie in die Massenfertigung, war jedoch am Markt erhältlich
- Prozessor: Intel 8088 ersetzbar durch NEC V20 (8 bis 16 MHz) bei gleichzeitigem Austausch des Quarzes als Taktgeber.
- Co-Prozessor: Intel 8087 (mathematischer Co-Prozessor)

## Marktsituation
Obwohl einige Zeit am Markt und durch Ketten wie Vobis beworben und vertrieben, konnte sich dieser Rechner nie erfolgreich durchsetzen. Hauptgrund dafür war die für die damalige Zeit zwar durchaus beachtenswerte, ultrakompakte, aber sehr einschränkende Bauform. Dadurch fehlten elegante Erweiterungsmöglichkeiten im eigenen Gehäuse, wie sie etwa im sehr erfolgreichen Commodore PC-10 und seinen Nachfolgermodellen gegeben waren. Weiterhin war es auch nicht möglich, im Gehäuse ISA-kompatible Karten zu verbauen, da keine ISA-Steckplätze vorhanden waren und diese über die Expansionsbox erst nachgerüstet werden mussten. Ein weiterer Grund war die große Anzahl an IBM-kompatiblen Rechnern, die auf den Markt drängten und günstiger u. a. in Ostasien gefertigt werden konnten. Einige, jedoch nie durchdringende Verbreitung fand der Rechner als Terminal in Rechenzentren.